# Alció gegant nord-americà
L'alció gegant nord-americà (Megaceryle alcyon), que també ha estat nomenat com alció blau, és un ocell de la família dels alcedínids (Alcedinidae) que habita llacs, rius, costa i manglars d'Amèrica del Nord, des d'Alaska, cap a l'est, a través del Canadà fins Labrador i Terranova, i cap al sud fins a Califòrnia, Arizona, Nou Mèxic, Texas i Florida. Les poblacions septentrionals migren en hivern cap al sud, arribant fins a les Antilles, Mèxic, Amèrica Central i la costa del Carib d'Amèrica del Sud